# Hipótese de Knudson
A hipótese de Knudson é a hipótese de que o câncer é o resultado de mutações acumuladas ao DNA de uma célula. Ela foi inicialmente proposta por Carl O. Nordling em 1953, e posteriormente formulada por Alfred George Knudson em 1971, num estudo do retinoblastoma. O trabalho de Knudson levou indiretamente à identificação de genes relacionados ao câncer. Knudson ganhou o Prêmio Lasker de 1998 por seu trabalho.